# Abu Sir al-Malaq
Abu Sir al-Malaq (auch Abusir el-Meleq, Abusir el-Melek, arabisch أبو صير الملق, DMG Abū Ṣīr al-Malaq) ist ein Dorf am Westufer des unteren Nils im Gouvernement Bani Suwaif in der Nähe des Ostrands des Fayyum-Beckens. Im Westen des Dorfs befindet sich eine ausgedehnte altägyptische Nekropole, die von der prädynastischen bis in die frühbyzantische Zeit genutzt wurde.

## Geschichte
Die Nekropole im Westen des Dorfs diente als Bestattungsplatz der späten Negade-Kultur (IId2–IIIB) und wurde erneut belegt in der Hyksos-Zeit, der saitischen und römischen Periode.
Der vorgeschichtliche Friedhof wurde von 1905 bis 1906 von der Deutschen Orientgesellschaft unter der Leitung von Georg Möller freigelegt. Die Toten lagen ohne Sarg in Hockstellung auf der linken Seite in ovalen Gruben. Als Beigaben fand man Tongefäße und Feuersteingeräte. Eine Besonderheit stellt ein Gefäß in Form eines Kamels dar.
Die Gräber der Hyksos-Zeit waren durch Skarabäen mit Königsnamen datiert und enthielten gestreckte Skelette, die anthropologisch als zur semitischen Völkerfamilie zugehörig bestimmt wurden.
Aus der 25. Dynastie stammt das unberaubte Grab der Tadja, das sich heute in Berlin befindet. Systematische Ausgrabungen fanden vor Ort bisher nur am Beginn des 20. Jahrhunderts statt. Ansonsten wird die Nekropole seit dieser Zeit systematisch geplündert und zerstört und dort geraubte Grabbeigaben (vor allem Särge) tauchen immer wieder im Kunsthandel auf.